# Honda RC115
La Honda RC 115 est une moto de Grand Prix ayant remporté en 1965, le titre mondial dans la catégorie 50 cm3, avec le pilote Ralph Bryans.